# Tuffi ai Giochi della IV Olimpiade - Trampolino maschile
La competizione del trampolino maschile  di tuffi ai Giochi della IV Olimpiade si tenne dal 14 al 18 luglio 1908 allo Stadio di White City di Londra.

## Risultati
I concorrenti per ogni turno eseguivano quattro tuffi obbligatori, due da 1 metro, due da 3 metri, e tre tuffi liberi da 3 metri.

### Primo turno
I primi due di ogni serie avanzano alle semifinali.
| Pos. | Atleta            | Nazione     | Punti |
| ---- | ----------------- | ----------- | ----- |
| 1    | George Gaidzik    | Stati Uniti | 82,80 |
| 2    | Heinz Freyschmidt | Germania    | 78,10 |
| 3    | Robert Zimmerman  | Canada      | 74,00 |
| 4    | Harry Crank       | Regno Unito | 70,30 |
| 5    | James Beckett     | Regno Unito | 67,50 |

| Pos. | Atleta         | Nazione     | Punti |
| ---- | -------------- | ----------- | ----- |
| 1    | Albert Zürner  | Germania    | 83,60 |
| 2    | Harold Clarke  | Regno Unito | 78,60 |
| 3    | Anthony Taylor | Regno Unito | 58,80 |

| Pos. | Atleta          | Nazione     | Punti |
| ---- | --------------- | ----------- | ----- |
| 1    | Kurt Behrens    | Germania    | 83,60 |
| 2    | Frank Errington | Regno Unito | 70,83 |
| 2    | Oskar Wetzell   | Finlandia   | 70,83 |
| 4    | Karl Malmström  | Svezia      | 70,30 |
| 5    | William Hoare   | Regno Unito | 67,80 |

| Pos. | Atleta          | Nazione     | Punti |
| ---- | --------------- | ----------- | ----- |
| 1    | Ernest Pott     | Regno Unito | 82,50 |
| 2    | Fritz Nicolai   | Germania    | 67,10 |
| 3    | William Bull    | Regno Unito | 66,00 |
| 4    | Carlo Bonfanti  | Italia      | 65,80 |
| 5    | Sigfrid Larsson | Svezia      | 64,50 |
| 6    | Snowy Baker     | Australasia | 61,30 |

| Pos. | Atleta       | Nazione     | Punti |
| ---- | ------------ | ----------- | ----- |
| 1    | Gottlob Walz | Germania    | 81,30 |
| 2    | Harold Grote | Stati Uniti | 79,50 |
| 3    | Harold Smyrk | Regno Unito | 78,30 |
| 4    | Thomas Cross | Regno Unito | 64,50 |

### Semifinali
I primi due di ogni serie avanzano in finale.
| Pos. | Atleta            | Nazione     | Punti |
| ---- | ----------------- | ----------- | ----- |
| 1    | Kurt Behrens      | Germania    | 83,00 |
| 2    | Gottlob Walz      | Germania    | 80,30 |
| 3    | Ernest Pott       | Regno Unito | 79,60 |
| 4    | Heinz Freyschmidt | Germania    | 79,30 |
| 5    | Frank Errington   | Regno Unito | 72,60 |
| 6    | Oskar Wetzell     | Finlandia   | 70,10 |

| Pos. | Atleta         | Nazione     | Punti |
| ---- | -------------- | ----------- | ----- |
| 1    | George Gaidzik | Stati Uniti | 85,60 |
| 2    | Albert Zürner  | Germania    | 82,80 |
| 3    | Fritz Nicolai  | Germania    | 81,80 |
| 4    | Harold Clarke  | Regno Unito | 81,10 |
| 5    | Harold Grote   | Stati Uniti | 74,50 |

### Finale
| Pos.    | Atleta         | Nazione     | Punti |
| ------- | -------------- | ----------- | ----- |
| Oro     | Albert Zürner  | Germania    | 85,50 |
| Argento | Kurt Behrens   | Germania    | 85,30 |
| Bronzo  | George Gaidzik | Stati Uniti | 80,80 |
| Bronzo  | Gottlob Walz   | Germania    | 80,80 |